# شونونگن
شونونگن (به آلمانی: Schonungen) یک شهر در آلمان است که در بایرن واقع شده‌است.

## خصوصیات
شونونگن ۸۱٫۰۳ کیلومترمربع مساحت دارد ۲۱۸ متر بالاتر از سطح دریا واقع شده‌است.